# 山田宏
山田 宏（やまだ ひろし、1958年〈昭和33年〉1月8日 - ）は、日本の政治家。自由民主党所属の参議院議員（2期）、自由民主党副幹事長。東京都議会議員（2期）、衆議院議員（2期）、東京都杉並区長（3期）、総務省顧問（鳩山由紀夫内閣）、大阪府市特別顧問、防衛大臣政務官兼内閣府大臣政務官、参議院厚生労働委員長、日本創新党党首、次世代の党幹事長などを歴任。

## 来歴
東京都八王子市生まれ。本籍は山口県田布施町であり、現在も山田家の墓がある。山口市立湯田小学校、山口大学教育学部附属山口中学校2年生の時に転校、国分寺市立第三中学校、東京都立国立高等学校、京都大学法学部（国際政治学：高坂正堯ゼミ）卒業後、松下政経塾に入塾した（第2期生）。卒塾後は熊谷弘衆議院議員の秘書を経て、1985年の東京都議会議員選挙に新自由クラブ公認で出馬し当選。新自由クラブ解散後は自民党に合流。
松下政経塾の評議員を務めていた細川護煕から新党への参加を請われ、1993年に自民党を離党して日本新党に入党。任期満了寸前となる同年7月2日付で都議を辞職し、第40回衆議院議員総選挙に旧東京4区から日本新党公認で立候補、トップで当選を果たした。党立法調整委員長（国会対策委員長）に就任する。
1994年、日本新党の解党により新進党結党に参加。新進党では1995年の党首選挙で鳩山邦夫擁立の中心的役割をになった。
1996年の第41回衆議院議員総選挙に東京8区（杉並区）から新進党公認で立候補。山田のほか、自民党公認の石原伸晃、日本共産党公認の八田和佳、民主党の公認を得た元社会党参議院議員の村田誠醇、無所属の新人が立候補し、石原が当選。山田は次点で落選した。その後、再び新党結成に向けて動き、日本新党に参加した野田佳彦、長浜博行、中田宏らに加え市村浩一郎、海老根靖典、河井淳一、小田全宏、勝又恒一郎、河村たかし、中村時広らが参加して「志士の会」を結成するが、その後の第18回参議院議員通常選挙での民主党の躍進が影響し、新党結成の動きは頓挫する。
1999年4月25日に行われた杉並区長選挙へ立候補し、自民党の推薦を得た現職の本橋保正、共産党の推薦を得た貸本店店主の梶原志計雄を破り、初当選した。
2003年、市民運動家の小関啓子を破り再選。2007年、3期目の当選を果たす。2009年10月30日、鳩山由紀夫内閣下で総務省顧問に就任。
2010年4月18日、地方自治体の首長経験者らで日本創新党を結成、党首に就任した。同年5月31日、第22回参議院議員通常選挙の東京都選挙区へ出馬するため杉並区長を辞職。参院選で日本創新党公認で立候補したが落選した。
2012年2月、大阪市特別顧問に就任。同年4月、大阪府特別顧問に就任。同年9月、日本創新党を解党し、日本維新の会に参加する。また、東京維新の会設立に伴い、相談役に就任。同年11月、東京維新の会代表に就任し、第46回衆議院議員総選挙に日本維新の会から、東京19区（西東京市、小平市、国分寺市、国立市）で立候補することが決まった。選挙区の決定について山田は、同月17日のブログで党本部からの要請、としている。同年12月16日投開票。小選挙区では落選したが、比例東京ブロックにて復活当選。衆議院予算委員会理事を務める。
2013年5月23日、日本維新の会を除名された西村眞悟の後任として海賊行為への対処並びに国際テロリズムの防止及び我が国の協力支援活動等に関する特別委員長に就任。
2014年8月1日、次世代の党結党に際し、平沼赳夫党首の指名により、次世代の党初代幹事長に就任。同年12月の第47回衆議院議員総選挙では、同党公認で東京19区から立候補したが、候補者4人中の最下位（得票率11.7%）で敗れた。重複立候補した比例東京ブロックでは名簿の単独1位に登載されていたが、党の獲得議席がなかったため落選した。
2015年9月24日、翌年実施の第24回参議院議員通常選挙に安倍晋三内閣総理大臣の肝煎りで自民党公認で全国各地の都道府県単位の歯科医師連盟の9年ぶりの組織代表推薦候補として参議院比例区より出馬することが発表された。
2016年7月の第24回参議院議員通常選挙で、自民党は比例代表に25人の候補者を擁立し、19議席を獲得。山田は12番目の得票数で初当選した。
2018年10月4日、 第4次安倍第1次改造内閣で防衛政務官兼内閣府政務官に就任。
2021年12月6日、第207回国会において参議院厚生労働委員長に就任。山田が参議院において常任委員会の委員長職を拝命するのはこれが初めて。
2022年7月の第26回参議院議員通常選挙で、前回推薦した日本歯科医師連盟は、山田を9年ぶりに「組織代表」として支援した。自民党は比例代表に特定枠2人を含め計33人の候補者を擁立し、18議席を獲得。山田は8番目の得票数（特定枠を含むと10番目）により、2期目の当選を果たした。
2024年9月10日、『月刊Hanada』の版元の飛鳥新社は自民党総裁選挙に向けて『高市早苗は天下を取りにいく』を刊行。山田は同書に「高市早苗は日本のサッチャーだ」と題する激励文を寄稿した。さらに総裁選において高市の推薦人に名を連ねた。9月17日、候補者9人はTBSの報道番組「news23」に出演しテレビ討論を行った。高市は、推薦人20人のうち、13人が党本部が公表した「裏金議員」であること、役職停止や戒告の処分を受けた議員が含まれていること（山田は両方に該当した）などを指摘されると、「どの方を20人に入れるかは選対、チームにまかせたので、私は翌日の新聞（を読む）まで知らなかった」と答えた。9月27日総裁選執行。高市は1回目の投票で1位となるが、決選投票で石破茂に敗れた。

## 政策・主張

### 杉並区長時代

#### 扶桑社の教科書を採択
2000年11月、山田は東洋大学教授の大蔵雄之助と杉並幼稚園（私立）園長の宮坂公夫を教育委員に任命した。その頃、「新しい歴史教科書をつくる会」（略称：つくる会）のメンバーが執筆した扶桑社の『新しい歴史教科書』と『新しい公民教科書』が文部省で検定申請中であった。大蔵と宮坂は「つくる会」の支持者であり、山田の思想と合致していた。
2001年夏、杉並区教育委員会は、翌年度から4年間用いられる中学教科書の採択の審議を行った。歴史と公民については、扶桑社版を推す委員は5人中、大蔵と宮坂の2人だけだったため、扶桑社版は不採択となった。2003年6月27日、山田は、任期満了を迎える與川幸男教育長の後任として、側近の納冨善朗室長を任命する人事案を提出。同人事案は可決された。2004年、杉並区教委は山田の命を受けて、翌年の教科書採択に備え、採択要綱を、規則と事務処理要綱に改正した。
2005年8月12日、杉並区教委は臨時会を開き、翌年度以降の中学教科書の採択の審議を行った。歴史については、前回同様、大蔵と宮坂の2人が扶桑社版を推し、安本ゆみと丸田頼一はこれに反対した。山田の意をくんだ納冨教育長が「日本人がどういう歴史を経て、どの方向に向かっていくのかを一貫して提示しているのが扶桑社だ」と最後に主張。3対2で扶桑社版が採択された。東京23区では初めて、全国の公立中学校でも栃木県大田原市を除くと類を見なかったことから、大きく注目を浴びた。市民団体や東京都教職員組合、在日本大韓民国民団東京地方本部はこの採択に抗議した。その後、大蔵は教育委員長に就任し、2006年10月22日に八木秀次らによって「日本教育再生機構」が設立されると、同団体の代表委員に就任した。また大蔵は世界日報の常連寄稿者だった時期があった。それに加え、山田自身も統一教会の関連NPO法人で講演をしていたことから、統一教会の教育委員人事と区政への介入が議会で取り沙汰された。
2007年7月13日にアメリカ大使館に手渡された慰安婦問題に関する米下院決議案の全面撤回を求める要望書に、山田は賛同人として名を連ねた。
2009年8月12日、杉並区教委は定例会を開催。翌年度以降の中学の歴史教科書について、大蔵、宮坂、大橋辰雄、教育長の井出隆安は扶桑社版を選び、安本は帝国書院版を選んだ。4対1の多数決で引き続き扶桑社版が採択された。宮坂は「つくる会」が主導する自由社版についても「素晴らしい」と絶賛した。山田は参院選出馬のため、2010年5月に区長を辞職。翌2011年8月10日の教科書採択で、大蔵、宮坂はつくる会系の育鵬社・自由社版を選び、教育長の井出、對馬初音、田中奈那子は帝国書院版を選んだ。2対3の多数決でつくる会系の教科書は不採択となった。

#### その他
- 日本で初めての「住民税の減税自治体」「住民税の無税自治体」を実現する「減税自治体構想」を発表し、2010年、「杉並区減税基金条例」を成立させた。これは毎年一定の予算額を積み立てし、2020年度から住民税を10%減税するという計画で、将来は住民税をゼロにするという構想であった[49]。山田は、松下政経塾の出身で、松下幸之助は、かつて無税国家を唱えたことがあった。それを現実化したものであったが、山田が辞任後、後任区長や議会が、「今の世代が積み立てて果実を未来世代が使うのは、受益負担原則にそぐわない」としてすべて取り崩し、企画倒れに終わった。

### 国会議員時代

#### 憲法
- 憲法改正について2016年、2022年のアンケートで「賛成」と回答[50][51]。
- 9条改憲について
  - 2014年の毎日新聞社のアンケートで「賛成」と回答[52]。
  - 2022年の毎日新聞社のアンケートでは、「改正して自衛隊を他国同様の軍隊に位置付けるべきだ」と回答[53]。
- 2014年7月1日、政府は従来の憲法解釈を変更し、集団的自衛権の行使を容認することを閣議で決定[54]。集団的自衛権の行使に賛成かとの問いに対し、同年の毎日新聞社のアンケートで「賛成」と回答[52]。

#### 外交・安全保障
- 「他国からの攻撃が予想される場合には先制攻撃もためらうべきではない」との問題提起に対し、2016年のアンケートで「どちらかと言えば反対」と回答[50]。
- 敵基地攻撃能力を持つことについて、2022年のNHKのアンケートで「賛成」と回答[51]。
- 「北朝鮮に対しては対話よりも圧力を優先すべきだ」との問題提起に対し、2016年のアンケートで「賛成」と回答[50]。
- 日本による過去の植民地支配と侵略を認めて謝罪した「村山談話」の見直し論議について、2014年の毎日新聞社のアンケートで「見直すべき」と回答[52]。
- 従軍慰安婦に対する旧日本軍の関与を認めた「河野談話」の見直し論議について、2014年の毎日新聞社のアンケートで「見直すべき」と回答[52]。
- 普天間基地の辺野古移設について、2022年の毎日新聞社のアンケートで「賛成」と回答[53]。
- 徴用工訴訟問題や慰安婦問題などをめぐり日韓の対立が続くなか、関係改善についてどう考えるかとの問いに対し、2022年の毎日新聞社のアンケートで「韓国政府がより譲歩すべきだ」と回答[53]。

#### ジェンダー
- 選択的夫婦別姓制度の導入について、2016年のアンケートで「どちらとも言えない」と回答[50]。2022年の毎日新聞社のアンケートで「反対」と回答[53]。
- 同性婚を可能とする法改正について、2016年のアンケートで「どちらかと言えば反対」と回答[50]。2022年の毎日新聞社のアンケートで「反対」と回答[53]。
- クオータ制の導入について、2016年のアンケートで「どちらとも言えない」と回答[50]。2022年のNHKのアンケートで「どちらかといえば反対」と回答[51]。

#### その他
- 永住外国人への地方参政権付与について、2016年のアンケートで「反対」と回答[50]。
- 首相の靖国神社参拝について、2016年のアンケートで「賛成」と回答[50]。
- 「治安を守るためにプライバシーや個人の権利が制約されるのは当然だ」との問題提起に対し、2016年のアンケートで「どちらかと言えば賛成」と回答[50]。
- 「原子力発電所は日本に必要だと思うか」との問いに対し、2014年の毎日新聞社のアンケートで「必要」と回答[52]。
- 国会議員の被選挙権年齢の引き下げについて、2022年の毎日新聞社のアンケートで「反対」と回答[53]。
- 「『道徳』を小中学校の授業で教え、子供を評価することに賛成か、反対か」との問いに対し、2014年の毎日新聞社のアンケートで「賛成」と回答[52]。
- 2016年の米国大統領選挙について「ドナルド・トランプとヒラリー・クリントンのどちらを支持するか」との問いに対し、2016年の毎日新聞社のアンケートで回答しなかった[55]。
- 2016年2月8日、高市早苗総務大臣は、放送局が政治的公平性を欠く放送を繰り返した場合、放送法4条違反を理由に電波停止を命じる可能性に言及した[56][57]。安倍晋三首相は2月15日の衆議院予算委員会で野党の批判に反論し、高市の発言を擁護した[58]。政府の姿勢をどう思うかとの問いに対し、2016年の毎日新聞社のアンケートで回答しなかった[55]。
- カジノの解禁に賛成[52]。
- 特定秘密保護法を必要としている[52]。
- 負担増が耐えられないため、年金の給付水準が下がるのは止むを得ないとしている[52]。
- ヘイトスピーチを法律で規制することについて、2014年の毎日新聞社のアンケートで「賛成」と回答[52]。
- 日本のTPP参加に賛成[59]。
- 女性宮家の設立に反対[59]。

## 人物・エピソード
- 尊敬する人物は松下幸之助と末次一郎[60]。
- 元首相の野田佳彦とは松下政経塾の先輩後輩（野田は第1期生、山田は第2期生）という間柄で親交があり、野田の首相在任期間にはよく相談に乗っていた[61]。
- 趣味はダイビング[60]、また、サザンオールスターズの愛好家を公言している[62][63]。映画版『永遠の0』を「サザンのテーマ曲（蛍）通りの『愛と平和』の映画で、靖国神社で頭を垂れ『感謝と平和』を祈るのと同じ思いになる」と高く評価した[64]。
- 都立国立高校、京都大学時代はラグビー部に所属。ポジションはCTB[60]。その後杉並ラグビースクールの初代校長を務め、ラグビーワールドカップ2019日本大会成功議員連盟では2013年より副会長を務めている[65]。
- 2009年6月16日、統一教会（現・世界平和統一家庭連合）関係者が代表を務めるNPO法人「未来構想戦略フォーラム」のイベントで、講演を行っていたことが報じられた[41]。山田は「統一教会と関係があると分かっていれば、講師を断っていた」としている[41]。
- 2016年3月31日、自民党の東京都連の会合において、待機児童問題をめぐる「保育園落ちた日本死ね」ブログを「落書き」としたうえで「私にしてみれば、『生んだのはあなたでしょう。（育児は）親の責任でしょ、まずは』と言いたいところだ」などと述べた[66]。
- 2016年、週刊文春に愛人＆隠し子＆泥沼離婚裁判のスキャンダルが報道された[67]。
- 2017年4月14日、ラジオ日本のマット安川のずばり勝負で慰安婦問題日韓合意への韓国の対応に関し「韓国は手に負えない。正気じゃない。少し時間を置かないといけないかもしれない」「国家の約束をすぐ反故にすることになれば、あの国とは約束を結べない」と述べた[68]。
- 2012年2月26日、大阪市内で開いた支援団体のパーティーで講演し、河村たかし名古屋市長が「南京事件はなかった」と述べたことに賛同し、自らも南京事件がなかったと発言している[69]。
- 一方で、2021年12月12日に東京都内で統一教会の分派のサンクチュアリ教会が主要団体として参加した「北京五輪ボイコット推進集会・デモ実行委員会」のデモの中では山田の応援メッセージが集会で読みあげられている[70]。
- 2022年の骨太の方針に「国民皆歯科検診」が盛り込まれることになった。この「国民皆歯科検診」は自民党内の国民皆歯科健診実現議連を中心に提言がなされ、この議連の中心人物が山田であった。山田は、日本の虫歯治療について「かつては、歯の治療に金属を使っている国はたくさんありました。でも、いま使っているのは日本だけなんです。また、銀歯に認められる保険点数は、あまり変わっていません。値上がりのスピードに追いつかず、歯医者さんが自腹を切って、金属を用いる治療を続けている状態なんです」と語り、日本の虫歯治療が遅れていることを指摘している[71]。
- 埼玉県歯科医師連盟の2022年新年挨拶の寄稿文で「高校まで義務付けている歯科健診を、年一回は全国民が受診することで疾病の予防と国民の健康寿命の延伸につなげ、結果として国民医療費を適正化し、国民皆保険制度の維持を図ろうとするものです。「国民皆歯科健診」は、口腔の健康を体の健康につなげるという国の健康政策の突破口になるはずです。」と語り、国民皆歯科検診の意義について訴えていた[72]。
- 2021年8月、竹島や南京事件について述べた駿台予備学校の日本史テキストの内容に「学問の自由とは事実でないことや不確かな事実を断定的に教えてよいという自由ではない」と削除するよう介入[73][74]。
- 2022年2月、ポプラ社の百科事典「ポプラディア」の内容にも上記同様に介入を表明[75]。
- 2022年2月6日、「新しい歴史教科書をつくる会」が創立25周年の記念集会を新宿区で開催した。その記念集会で基調講演を行い、「過去に感謝をすることで明日への責任感がわいてくる。そして、今という厳しい現実を雄々しく乗り越えていける」と歴史教育の重要性を指摘した[76]。
- ウクライナ問題について、産経新聞も取材に「国連安全保障理事会の常任理事国で、核大国であるロシアがウクライナに侵攻し、プーチン氏が核恫喝（どうかつ）を行ったことで、世界は劇的に変わった。各国が『自国の防衛力』『核抑止力』を見直している。日本もタブーなく、幅広く議論すべきだ」と発言しており、核についてタブー視するだけではなく、議論を進めることを主張している。核兵器の無制限の拡大については慎重な立場の発言もしており、「わが国は核拡散防止条約（ＮＰＴ）体制下にある。核兵器をつくり、保有する選択肢はあり得ない。この前提で『万全な核抑止力』をどう確保して機能させるかをチェックする。日本の防衛・安全保障への関心が高まっているいまこそ、現実的な議論を重ねる意義は大きい。日米首脳レベルで具体的に話し合う場を持つことや、『核共有（核シェアリング）』政策も排除せずに検討する必要性などを、論じていくことになるだろう」と、現段階での日米安保における暗黙の了解となっている核の傘が機能するかどうかなども現実的に検討すべきとしている[77]。
- 2022年4月25日、ウクライナ外務省は公式Twitterにて、ロシアの侵攻をめぐる各国からの支援に感謝する動画を投稿した。動画では31の国名が紹介され、最後に「Our Friendship is our Victory（私たちの友情は私たちの勝利だ）」とのテロップが流れた。紹介された国はアメリカやカナダなどほとんどがNATOの加盟国であった[78][79]。翌4月26日、山田はこれに反応して自身のTwitterを更新し、「ウクライナ政府が感謝している国々の中に日本がない。外務省を通して確認しています」「わが国防衛省も、兵器ではないがヘルメットや防弾チョッキ等の軍事的な支援を行なっており、いずれにしても甚だ不適切」と憤った[80]。4月27日、駐日ウクライナ大使館は山田や佐藤正久参議院議員らの抗議を受け、Twitterを更新した。「ウクライナは日本に感謝しています」と書き記し、動画で表示される支援国に「日本」が追加された新たな動画をシェアした[81][82]。
- 2024年5月、2022年の改選では正式に日歯連の組織内お抱えの候補に登用され、再選を果たした山田が代表の「自由民主党東京都参議院比例区第二十二支部」に日歯連より、2018年は750万円、2019年は1010万円、2000年以降は毎年3000万円の寄付や、ホテルでの朝食勉強会の会費支出など、2018年からの5年間で1億円を超えていることが報道された[83]

## 不祥事

### 政治資金パーティー収入の裏金問題
2024年2月13日、自由民主党は、政治資金パーティー収入の裏金問題をめぐり、党所属のすぺての国会議員らを対象に実施したアンケートの集計結果を公表した。山田はノルマの超過分に対する清和政策研究会（安倍派）からのキックバックとして、2018年から2022年にかけての5年間で計560万円を裏金にしていたことが明らかとなった。4月4日、党は安倍派と二階派の議員ら39人の処分を決定。山田は「戒告」を受けた。
同年5月14日、衆議院政治倫理審査会は、裏金事件に関与しながら同審査会で弁明していない自民党議員44人に出席と説明を求める野党の申立てを全会一致で可決した。同月17日、参議院政治倫理審査会も同様に、弁明していない議員29人に出席と説明を求める申立てを全会一致で可決した。山田を含む関係議員73人は全員出席を拒否し、6月23日に通常国会は閉会した。

## 党役職歴
- 自由民主党
  - 人生100年時代戦略本部・国民皆歯科健診実現プロジェクトチーム事務局長[88]。
  - 参議院副幹事長[89]
  - 組織運動本部 - 厚生関係団体委員会副委員長（現職）[90]
  - 国防部会長代理[89]
  - 外交部会副部会長[89]

## 所属する団体・議員連盟
- 自民党たばこ議員連盟[91]
- 日本ウイグル国会議員連盟
- 創生「日本」
- 日本会議国会議員懇談会
- 北朝鮮に拉致された日本人を早期に救出するために行動する議員連盟
- 自主憲法研究会 - 共同代表
- 外交・安全保障政策研究会
- 放射線の影響を科学的に検証する議員連盟
- ラグビーワールドカップ2019日本大会成功議員連盟 - 副会長[92]
- 2020年東京オリンピック・パラリンピック大会推進議員連盟[93]
- パチンコ違法化・大幅課税を求める議員と国民の会
- 人格教養教育推進のための議員連盟 - 事務局長[94]
- 日本の尊厳と国益を護る会 - 幹事長[95]
- 対中政策に関する国会議員連盟
- 明治の日を実現するための議員連盟（事務局長）[96]

## 兼職
- 朝日大学歯学部客員教授[60][97]

## 著書
- 『一言 （いちごん）申しあげます。〜杉並改革〜』（ぎょうせい、2004年）
- 『前人木を植え、後人涼を楽しむ 〜杉並改革手帳〜』（ぎょうせい、2006年）
- 『住民税が安くなる⁉「減税自治体」実現への道』（ぎょうせい、2009年）
- 『第3の道 日本人が豊かに暮らせるための答え』マガジンハウス 2010
- 『「日本よい国」構想 ―豊かで、楽しく、力強い日本を!』（ワック、2010年）
- 『世界の『楽市・日本』をつくろう〜「日本よい国構想」Part2』（2012年）。国家経営研究会刊
- 『政治こそ経営だ　区政に経営マインドを“杉並改革”11年の軌跡』（日経BPコンサルティング、2016年）
- 『慰安婦問題はこうして動いた　「日本の名誉」と政治』（産経新聞出版、2016年）
- 『道を拓く男。山田宏　子供がふえる国、誇りある日本へ』（光明思想社、2016年）
- DVD『政治は、国家経営だ』（神楽サロン出版、2012年 ISBN 9784905482024）
- 『ニッポン創新!』中田宏・齋藤弘共著（扶桑社、2010年）